# West Plains
West Plains è una città statunitense della contea di Howell, della quale è capitale, nello stato del Missouri.

## L'esplosione della sala da ballo
West Plains fu sede di un disastro ricordato persino nelle canzoni popolari. Il 13 aprile 1928, una sessantina di giovani si trovavano nella Bond Dance Hall, al primo piano di un fabbricato della East Main Street (il pianoterra era occupato dalla Wiser Motors). Alle 11:05 di sera, mentre l'orchestra suonava At Sundown, vi fu una violentissima esplosione. Trentasette persone morirono e ventidue rimasero seriamente feriti. Venti morti non furono mai identificati con precisione. Essi furono sepolti in una tomba collettiva al Oak Lawn Cemetery, mentre vengono ricordati con un monumento, il Rock of Ages, eretto il 6 ottobre 1929. L'origine dell'esplosione non fu mai accertata: si pensa che la causa sia stata una perdita di benzina nel garage sottostante. Le finestre furono divelte ed il calore, combinato con lo scoppio, proiettò sulla strada automobili completamente sfasciate. L'edificio vicino, sede del tribunale, rimase così fortemente danneggiato, che dovette essere demolito. Robert Neathery, un cittadino di West Plains, morto all'età di 96 anni, nel 2003 scrisse in un libro, edito nel 1994 con il titolo West Plains as I Knew It, che un'esplosione così potente poteva essere stata provocata da un autocarro carico di dinamite parcheggiato nel garage sottostante.